# Reductobates bullager
Reductobates bullager är en kvalsterart som först beskrevs av Hammer 1967.  Reductobates bullager ingår i släktet Reductobates och familjen Liebstadiidae. Inga underarter finns listade i Catalogue of Life.